# Nautilocalyx kohlerioides
Nautilocalyx kohlerioides är en tvåhjärtbladig växtart som först beskrevs av Leeuwenb., och fick sitt nu gällande namn av Wiehler. Nautilocalyx kohlerioides ingår i släktet Nautilocalyx och familjen Gesneriaceae. Inga underarter finns listade i Catalogue of Life.